# Coppa di Svizzera 2023-2024 (pallavolo maschile)
La Coppa di Svizzera 2023-2024, 60ª edizione della coppa nazionale svizzera di pallavolo maschile, si è svolta dall'11 settembre 2023 al 6 aprile 2024: al torneo hanno partecipato 91 squadre di club svizzere e la vittoria finale è andata per l'ottava volta all'Amriswil.

## Regolamento
- Alla competizioni sono state ammesse tutte le squadre impegnate nei campionati di livello nazionale, ossia la Lega Nazionale A, Lega Nazionale B e 1. Lega, oltre che quelle impegnate nei campionati di livello regionale, ossia la 2. Lega,la 3. Lega e la 4. Lega.
- Tutti gli incontri si svolgono in gara unica, sempre in casa della formazione di categoria più bassa, ad eccezione della finale, giocata in campo neutro; nel caso in cui due formazioni provenissero dalla stessa categoria, si gioca in casa di quella col peggior piazzamento nella stagione precedente.
- Le squadre di livello provinciale scendono in campo fin dal primo turno, quelle provenienti dalla 1. Lega debuttano al secondo turno, quelle provenienti dalla Lega Nazionale B al quinto turno e quelle provenienti dalla Lega Nazionale A agli ottavi di finale.

## Squadre partecipanti
| - Aarau - Aeschi - Allschwil - Amriswil - Andwil-Arnegg - Appenzeller Bären - Arlesheim - Audax - Bienne - Bubendorf - Bulle - Buochs - Burgdorf - Bütschwil - CERN - Chênois - Cheseaux - City Volley Basilea - Colombier - Dottikon - Dragons Lugano - Ebikon - Eburo | - Einsiedeln - Embrach - Entre-deux-Lacs - Estavayer - Ferney-Prévessin - Flawil - Freies Gymnasium - Friburgo - Fully - Galina - Gelterkinden - Gibloux - Goldach - Herren Oberwallis - Hochdorf Audacia - Horw - Jona - Kanti Baden - La Côte - Langenthal - Laufen - Le Locle - Limmattal | - Linth - Los Unidos - Losanna UC - Lucerna - Lunkhofen - Lutry-Lavaux - Malters - March - Moutier - Münchenbuchsee - Murten - Mutschellen - Muttenz - Näfels - Neuchâtel - Nidau - Novartis - Olten - Orbe - Papiermühle - Rainbow Zurigo - Rämi Zurigo - Rheno | - Rickenbach - SNVB - San Gallo - Schaffhausen - Schönenwerd - Servette - Seuzach - Smash Winterthur - Sursee - Swiss - Thun - Tornado Adliswil - Uni Berna - Uster - Voléro Zurigo - Volleya Obwalden - Warth-Weiningen - Wil - Wittenbach - Wyna - Zug - Züri Unterland |

## Torneo

### Tabellone (fase finale)
|  | Ottavi di finale    | Ottavi di finale |  |             | Quarti di finale | Quarti di finale |  |          | Semifinali  | Semifinali |  |             | Finale   | Finale |
|  |                     |                  |  |             |                  |                  |  |          |             |            |  |             |          |        |
|  |                     |                  |  |             | San Gallo        | 0                |  |          |             |            |  |             |          |        |
|  |                     |                  |  |             | San Gallo        | 0                |  |          |             |            |  |             |          |        |
|  |                     |                  |  |             | Lucerna          | 3                |  |          |             |            |  |             |          |        |
|  | Colombier           | 0                |  |             | Lucerna          | 3                |  |          |             |            |  |             |          |        |
|  | Colombier           | 0                |  |             |                  |                  |  |          |             |            |  |             |          |        |
|  | Lucerna             | 3                |  |             |                  |                  |  |          |             |            |  |             |          |        |
|  | Lucerna             | 3                |  |             |                  |                  |  | Lucerna  | 0           |            |  |             |          |        |
|  |                     |                  |  |             |                  |                  |  | Lucerna  | 0           |            |  |             |          |        |
|  |                     |                  |  |             |                  |                  |  |          | Schönenwerd | 3          |  |             |          |        |
|  | Schönenwerd         | 3                |  |             |                  |                  |  |          | Schönenwerd | 3          |  |             |          |        |
|  | Schönenwerd         | 3                |  |             |                  |                  |  |          |             |            |  |             |          |        |
|  | Chênois             | 0                |  |             |                  |                  |  |          |             |            |  |             |          |        |
|  | Chênois             | 0                |  | Schönenwerd | 3                |                  |  |          |             |            |  |             |          |        |
|  |                     |                  |  |             |                  |                  |  |          |             |            |  |             |          |        |
|  |                     |                  |  |             | Losanna UC       | 1                |  |          |             |            |  |             |          |        |
|  | Losanna UC          | 3                |  |             |                  |                  |  |          |             |            |  |             |          |        |
|  | Losanna UC          | 3                |  |             |                  |                  |  |          |             |            |  |             |          |        |
|  | Jona                | 0                |  |             |                  |                  |  |          |             |            |  |             |          |        |
|  | Jona                | 0                |  |             |                  |                  |  |          |             |            |  | Schönenwerd | 1        |        |
|  |                     |                  |  |             |                  |                  |  |          |             |            |  | Schönenwerd | 1        |        |
|  |                     |                  |  |             |                  |                  |  |          |             |            |  |             | Amriswil | 3      |
|  | Cheseaux            | 3                |  |             |                  |                  |  |          |             |            |  |             | Amriswil | 3      |
|  | Cheseaux            | 3                |  |             |                  |                  |  |          |             |            |  |             |          |        |
|  | Aeschi              | 0                |  |             |                  |                  |  |          |             |            |  |             |          |        |
|  | Aeschi              | 0                |  | Cheseaux    | 3                |                  |  |          |             |            |  |             |          |        |
|  |                     |                  |  | Cheseaux    | 3                |                  |  |          |             |            |  |             |          |        |
|  |                     |                  |  |             | Züri Unterland   | 0                |  |          |             |            |  |             |          |        |
|  | Züri Unterland      | 3                |  |             |                  |                  |  |          |             |            |  |             |          |        |
|  | Züri Unterland      | 3                |  |             |                  |                  |  |          |             |            |  |             |          |        |
|  | Papiermühle         | 2                |  |             |                  |                  |  |          |             |            |  |             |          |        |
|  | Papiermühle         | 2                |  |             |                  |                  |  | Cheseaux | 0           |            |  |             |          |        |
|  |                     |                  |  |             |                  |                  |  | Cheseaux | 0           |            |  |             |          |        |
|  |                     |                  |  |             |                  |                  |  |          | Amriswil    | 3          |  |             |          |        |
|  | City Volley Basilea | 0                |  |             |                  |                  |  |          | Amriswil    | 3          |  |             |          |        |
|  | City Volley Basilea | 0                |  |             |                  |                  |  |          |             |            |  |             |          |        |
|  | Amriswil            | 3                |  |             |                  |                  |  |          |             |            |  |             |          |        |
|  | Amriswil            | 3                |  | Amriswil    | 3                |                  |  |          |             |            |  |             |          |        |
|  |                     |                  |  | Amriswil    | 3                |                  |  |          |             |            |  |             |          |        |
|  |                     |                  |  |             | Näfels           | 1                |  |          |             |            |  |             |          |        |
|  | Lutry-Lavaux        | 0                |  |             | Näfels           | 1                |  |          |             |            |  |             |          |        |
|  | Lutry-Lavaux        | 0                |  |             |                  |                  |  |          |             |            |  |             |          |        |
|  | Näfels              | 3                |  |             |                  |                  |  |          |             |            |  |             |          |        |
|  | Näfels              | 3                |  |             |                  |                  |  |          |             |            |  |             |          |        |

### Risultati

#### Primo turno
| 1º ottobre 2023 ?, ? Durata: ? - Spettatori: ?                                             | Moutier          | 0 - 3 | Ferney-Prévessin  | ?                                 |
| 11 settembre 2023 Collège C2T, Le Landeron Durata: ? - Spettatori: ?                       | Entre-deux-Lacs  | 3 - 1 | Neuchâtel         | 25-23, 23-25, 25-20, 25-18        |
| 1º ottobre 2023 ECG Henry-Dunant, Ginevra Durata: ? - Spettatori: ?                        | SNVB             | 3 - 0 | Herren Oberwallis | 25-12, 25-22, 25-23               |
| 13 settembre 2023 Collège de la Place d'Armes, Yverdon-les-Bains Durata: ? - Spettatori: ? | Eburo            | 0 - 3 | Orbe              | 12-25, 24-26, 15-25               |
| 11 settembre 2023 Complexe Sportif Farvagny, Gibloux Durata: ? - Spettatori: ?             | Gibloux          | 1 - 3 | Bulle             | 18-25, 25-23, 14-25, 20-25        |
| 21 settembre 2023 Lindenfeld, Burgdorf Durata: ? - Spettatori: ?                           | Burgdorf         | 0 - 3 | Langenthal        | 12-25, 16-25, 9-25                |
| 27 settembre 2023 Dreifachhalle, Sarnen Durata: ? - Spettatori: ?                          | Volleya Obwalden | 1 - 3 | Laufen            | 15-25, 13-25, 25-20, 19-25        |
| 11 settembre 2023 Seemättli, Muttenz Durata: ? - Spettatori: ?                             | Novartis         | 1 - 3 | Los Unidos        | 24-26, 13-25, 25-14, 20-25        |
| 25 settembre 2023 Pfrundmatthalle, Reinach Durata: ? - Spettatori: ?                       | Wyna             | 3 - 0 | Arlesheim         | 25-14, 25-22, 25-21               |
| 27 settembre 2023 Sappeten, Bubendorf Durata: ? - Spettatori: ?                            | Bubendorf        | 3 - 2 | Allschwil         | 22-25, 25-20, 28-26, 23-25, 16-14 |
| 22 settembre 2023 Frohheim, Olten Durata: ? - Spettatori: ?                                | Olten            | 0 - 3 | Gelterkinden      | 27-29, 16-25, 15-25               |
| 17 settembre 2023 Zentralschulhaus, Ebikon Durata: ? - Spettatori: ?                       | Ebikon           | 0 - 3 | Hochdorf Audacia  | 0-25, 0-25, 0-25                  |
| 11 settembre 2023 Turnhalle Risi, Dottikon Durata: ? - Spettatori: ?                       | Dottikon         | 3 - 0 | Muttenz           | 25-15, 25-18, 25-20               |
| 28 settembre 2023 Horwer-Halle, Horw Durata: ? - Spettatori: ?                             | Horw             | 1 - 3 | Mutschellen       | 25-20, 15-25, 22-25, 23-25        |
| 25 settembre 2023 Doppelturnhalle Feld, Kloten Durata: ? - Spettatori: ?                   | Swiss            | 2 - 3 | Schaffhausen      | 18-25, 25-23, 26-24, 28-30, 6-15  |
| 16 settembre 2023 Bachfeld, Goldach Durata: ? - Spettatori: ?                              | Goldach          | 3 - 0 | Limmattal         | 25-0, 25-0, 25-0                  |
| 28 settembre 2023 Breiten, Eschenbach Durata: ? - Spettatori: ?                            | Linth            | 0 - 3 | Bütschwil         | 15-25, 15-25, 21-25               |
| 28 settembre 2023 Hofern, Adliswil Durata: ? - Spettatori: ?                               | Tornado Adliswil | 3 - 2 | Audax             | 21-25, 17-25, 25-18, 25-20, 15-13 |
| 22 settembre 2023 Feld, Flawil Durata: ? - Spettatori: ?                                   | Flawil           | 0 - 3 | Rickenbach        | 9-25, 19-25, 7-25                 |
| 26 settembre 2023 Freies Gymnasium, Zurigo Durata: ? - Spettatori: ?                       | Freies Gymnasium | 0 - 3 | Rämi Zurigo       | 14-25, 20-25, 15-25               |
| 21 settembre 2023 Primarschulhaus Ebnet, Embrach Durata: ? - Spettatori: ?                 | Embrach          | 0 - 3 | Rheno             | 10-25, 14-25, 18-25               |
| 6 settembre 2023 Sporthalle Rietacker, Seuzach Durata: ? - Spettatori: ?                   | Seuzach          | 0 - 3 | Rainbow Zurigo    | 30-32, 12-25, 17-25               |
| 13 settembre 2023 Sek1 March Siebnen, Siebnen Durata: ? - Spettatori: ?                    | March            | 0 - 3 | Wittenbach        | 16-25, 18-25, 16-25               |
| 19 settembre 2023 Krämeracker, Uster Durata: ? - Spettatori: ?                             | Uster            | 3 - 2 | Appenzeller Bären | 21-25, 25-20, 25-21, 18-25, 15-10 |
| 22 settembre 2023 Mattschulhaus, Wil Durata: ? - Spettatori: ?                             | Wil              | 3 - 1 | Warth-Weiningen   | 18-25, 25-11, 25-23, 25-23        |

#### Secondo turno
| 6 ottobre 2023 Salle omnisport du Puisoir, Orbe Durata: ? - Spettatori: ?         | Orbe             | 3 - 1 | Bienne           | 25-20, 25-27, 25-23, 25-20        |
| 28 settembre 2023 Collège C2T, Le Landeron Durata: ? - Spettatori: ?              | Entre-deux-Lacs  | 2 - 3 | Nidau            | 25-22, 20-25, 25-22, 19-25, 13-15 |
| 15 ottobre 2023 Salle du Communal, Le Locle Durata: ? - Spettatori: ?             | Le Locle         | 2 - 3 | Fully            | 23-25, 25-19, 25-15, 16-25, 12-15 |
| 15 ottobre 2023 Gymnase St-Simon, Prévessin-Moëns Durata: ? - Spettatori: ?       | Ferney-Prévessin | 0 - 3 | Cheseaux         | 18-25, 18-25, 15-25               |
| 12 ottobre 2023 Collège de Candolle, Chêne-Bourg Durata: ? - Spettatori: ?        | SNVB             | 3 - 0 | La Côte          | 25-10, 25-16, 25-18               |
| 14 ottobre 2023 Sporthalle Hard, Langenthal Durata: ? - Spettatori: ?             | Langenthal       | 1 - 3 | Aeschi           | 25-23, 19-25, 21-25, 20-25        |
| 22 settembre 2023 Ecole primaire de la Condémine, Bulle Durata: ? - Spettatori: ? | Bulle            | 3 - 0 | Friburgo         | 25-21, 25-20, 25-18               |
| 6 ottobre 2023 Amarante, Estavayer-le-Lac Durata: ? - Spettatori: ?               | Estavayer        | 0 - 3 | Uni Berna        | 8-25, 10-25, 18-25                |
| 15 ottobre 2023 Sporthalle ZSSW, Berna Durata: ? - Spettatori: ?                  | Uni Berna        | 1 - 3 | Thun             | 25-27, 20-25, 25-17, 18-25        |
| 8 ottobre 2023 Sekundarschule, Münchenbuchsee Durata: ? - Spettatori: ?           | Münchenbuchsee   | 3 - 0 | Murten           | 25-20, 29-27, 25-19               |
| 8 ottobre 2023 Palestra Lambertenghi, Lugano Durata: ? - Spettatori: ?            | Dragons Lugano   | 3 - 0 | Zug              | 25-21, 25-17, 25-23               |
| 15 ottobre 2023 Sappeten, Bubendorf Durata: ? - Spettatori: ?                     | Bubendorf        | 3 - 1 | Aarau            | 25-21, 16-25, 25-21, 25-15        |
| 4 ottobre 2023 Breitli, Buochs Durata: ? - Spettatori: ?                          | Buochs           | 0 - 3 | Lunkhofen        | 0-25, 0-25, 0-25                  |
| 8 ottobre 2023 Sporthalle Baldegg, Baldegg Durata: ? - Spettatori: ?              | Hochdorf Audacia | 3 - 0 | Mutschellen      | 25-23, 25-19, 25-18               |
| 9 ottobre 2023 Pfrundmatthalle, Reinach Durata: ? - Spettatori: ?                 | Wyna             | 3 - 0 | Gelterkinden     | 25-23, 25-15, 25-22               |
| 11 ottobre 2023 Mehrzweckhalle, Bettwil Durata: ? - Spettatori: ?                 | Los Unidos       | 0 - 3 | Malters          | 8-25, 23-25, 19-25                |
| 11 ottobre 2023 Turnhalle Risi, Dottikon Durata: ? - Spettatori: ?                | Dottikon         | 0 - 3 | Laufen           | 13-25, 16-25, 17-25               |
| 12 ottobre 2023 Blattacker, Heerbrugg Durata: ? - Spettatori: ?                   | Rheno            | 3 - 0 | Wittenbach       | 25-18, 25-23, 25-21               |
| 4 ottobre 2023 Freiestrasse NEU, Uster Durata: ? - Spettatori: ?                  | Uster            | 3 - 2 | Andwil-Arnegg    | 15-25, 15-25, 25-23, 25-14, 15-10 |
| 15 ottobre 2023 Mehrzweckhalle Hofacker, Rickenbach Durata: ? - Spettatori: ?     | Rickenbach       | 3 - 2 | Rainbow Zurigo   | 22-25, 25-23, 14-25, 25-18, 17-15 |
| 11 ottobre 2023 Turnhalle Klosterweg, Wil Durata: ? - Spettatori: ?               | Wil              | 0 - 3 | Smash Winterthur | 14-25, 18-25, 17-25               |
| 10 ottobre 2023 Breite, Bütschwil Durata: ? - Spettatori: ?                       | Bütschwil        | 2 - 3 | Rämi Zurigo      | 25-16, 25-23, 17-25, 8-25, 9-15   |
| 15 ottobre 2023 Sporthalle BBZ, Sciaffusa Durata: ? - Spettatori: ?               | Schaffhausen     | 0 - 3 | Einsiedeln       | 19-25, 19-25, 20-25               |
| 15 ottobre 2023 Bachfeld, Goldach Durata: ? - Spettatori: ?                       | Goldach          | 1 - 3 | Tornado Adliswil | 25-21, 17-25, 23-25, 20-25        |

#### Terzo turno
| 27 ottobre 2023 CEC André-Chavanne, Ginevra Durata: ? - Spettatori: ?           | CERN             | 1 - 3 | Aeschi           | 12-25, 24-26, 25-21, 20-25        |
| 24 ottobre 2023 Salle omnisport du Puisoir, Orbe Durata: ? - Spettatori: ?      | Orbe             | 0 - 3 | Cheseaux         | 8-25, 6-25, 16-25                 |
| 29 ottobre 2023 Ecole primaire de la Condémine, Bulle Durata: ? - Spettatori: ? | Bulle            | 0 - 3 | Münchenbuchsee   | 14-25, 21-25, 22-25               |
| 29 ottobre 2023 Sporthalle Beunden, Nidau Durata: ? - Spettatori: ?             | Nidau            | 3 - 2 | Thun             | 23-25, 29-27, 27-29, 25-22, 15-11 |
| 29 ottobre 2023 Salle Polyvalente, Fully Durata: ? - Spettatori: ?              | Fully            | 1 - 3 | Uni Berna        | 25-20, 24-26, 15-25, 16-25        |
| 22 ottobre 2023 Pfrundmatthalle, Reinach Durata: ? - Spettatori: ?              | Wyna             | 2 - 3 | Dragons Lugano   | 23-25, 25-15, 25-23, 23-25, 12-15 |
| 29 ottobre 2023 Hofern, Adliswil Durata: ? - Spettatori: ?                      | Tornado Adliswil | 0 - 3 | Galina           | 11-25, 16-25, 22-25               |
| 23 ottobre 2023 Mehrzweckhalle Hofacker, Rickenbach Durata: ? - Spettatori: ?   | Rickenbach       | 0 - 3 | Smash Winterthur | 17-25, 14-25, 20-25               |
| 22 ottobre 2023 Sporthalle Gymnasium, Laufen Durata: ? - Spettatori: ?          | Laufen           | 1 - 3 | Kanti Baden      | 12-25, 25-21, 21-25, 16-25        |
| 22 ottobre 2023 Sappeten, Bubendorf Durata: ? - Spettatori: ?                   | Bubendorf        | 3 - 0 | Malters          | 25-18, 25-18, 25-17               |
| 25 ottobre 2023 Turnhalle, Oberlunkhofen Durata: ? - Spettatori: ?              | Lunkhofen        | 1 - 3 | Einsiedeln       | 12-25, 17-25, 27-25, 20-25        |
| 18 ottobre 2023 Sporthalle Baldegg, Baldegg Durata: ? - Spettatori: ?           | Hochdorf Audacia | 3 - 0 | Rämi Zurigo      | 25-18, 25-15, 25-20               |
| 23 ottobre 2023 Blattacker, Heerbrugg Durata: ? - Spettatori: ?                 | Rheno            | 0 - 3 | Uster            | 21-25, 13-25, 13-25               |

#### Quarto turno
| 12 novembre 2023 Pädagogisches Zentrum, Münchenbuchsee Durata: ? - Spettatori: ? | Münchenbuchsee | 1 - 3 | Cheseaux         | 25-22, 19-25, 14-25, 20-25 |
| 9 novembre 2023 Collège de Candolle, Chêne-Bourg Durata: ? - Spettatori: ?       | SNVB           | 3 - 0 | Uni Berna        | 25-22, 25-17, 26-24        |
| 5 novembre 2023 Kantonsschule, Baden Durata: ? - Spettatori: ?                   | Kanti Baden    | 3 - 1 | Dragons Lugano   | 26-24, 25-21, 23-25, 25-19 |
| 6 novembre 2023 Turnhalle Trachslau, Einsiedeln Durata: ? - Spettatori: ?        | Einsiedeln     | 1 - 3 | Smash Winterthur | 18-25, 25-19, 19-25, 18-25 |

#### Quinto turno
| 19 novembre 2023 Sporthalle Baldegg, Hochdorf Durata: ? - Spettatori: ?         | Hochdorf Audacia | 1 - 3 | Galina              | 25-22, 15-25, 18-25, 16-25        |
| 15 novembre 2023 Sappeten, Bubendorf Durata: ? - Spettatori: ?                  | Bubendorf        | 0 - 3 | City Volley Basilea | 13-25, 16-25, 18-25               |
| 26 novembre 2023 Sporthalle Beunden, Nidau Durata: ? - Spettatori: ?            | Nidau            | 0 - 3 | San Gallo           | 20-25, 19-25, 17-25               |
| 9 novembre 2023 Krämeracker, Uster Durata: ? - Spettatori: ?                    | Uster            | 0 - 3 | Aeschi              | 19-25, 24-26, 27-29               |
| 26 novembre 2023 Zinzikon, Winterthur Durata: ? - Spettatori: ?                 | Smash Winterthur | 0 - 3 | Papiermühle         | 14-25, 23-25, 21-25               |
| 26 novembre 2023 Salle Omnisport Petit Lancy, Ginevra Durata: ? - Spettatori: ? | SNVB             | 2 - 3 | Lutry-Lavaux        | 25-23, 20-25, 19-25, 25-19, 12-15 |
| 26 novembre 2023 Salle Derrière-la-Ville 5, Cheseaux Durata: ? - Spettatori: ?  | Cheseaux         | 3 - 0 | Kanti Baden         | 25-19, 25-16, 25-20               |

#### Sesto turno
| 10 dicembre 2023 Alte Kreuzbleiche, San Gallo Durata: 1h:10 - Spettatori: 38            | San Gallo | 3 - 0 | Servette       | 25-21, 25-20, 26-24               |
| 10 dicembre 2023 Sporthalle Schenkon, Schenkon Durata: 1h:42 - Spettatori: 30           | Sursee    | 2 - 3 | Züri Unterland | 25-15, 23-25, 23-25, 25-20, 12-15 |
| 10 dicembre 2023 Turnhalle Resch, Schaan Durata: ? - Spettatori: ?                      | Galina    | 0 - 3 | Lutry-Lavaux   | 23-25, 13-25, 22-25               |
| 10 dicembre 2023 Centre scolaire des Mûriers, Colombier Durata: 1h:00 - Spettatori: 150 | Colombier | 3 - 0 | Voléro Zurigo  | 25-12, 25-23, 25-18               |

#### Ottavi di finale
| 14 gennaio 2024 Salle de Sport de Corsy, Lutry Durata: 0h:57 - Spettatori: ?           | Lutry-Lavaux        | 0 - 3 | Näfels      | 17-25, 17-25, 16-25              |
| 14 gennaio 2024 Centre sportif de Dorigny, Losanna Durata: 1h:06 - Spettatori: ?       | Losanna UC          | 3 - 0 | Jona        | 25-23, 25-17, 25-12              |
| 14 gennaio 2024 Salle Derrière-la-Ville, Cheseaux Durata: ? - Spettatori: ?            | Cheseaux            | 3 - 0 | Aeschi      | 25-12, 25-14, 25-14              |
| 14 gennaio 2024 Betoncoupe Arena, Schönenwerd Durata: 1h:12 - Spettatori: 350          | Schönenwerd         | 3 - 0 | Chênois     | 25-23, 25-18, 25-13              |
| 14 gennaio 2024 Centre scolaire des Mûriers, Colombier Durata: 1h:13 - Spettatori: 250 | Colombier           | 0 - 3 | Lucerna     | 26-28, 23-25, 19-25              |
| 14 gennaio 2024 Sporthalle Ruebisbach, Kloten Durata: 1h:45 - Spettatori: 50           | Züri Unterland      | 3 - 2 | Papiermühle | 17-25, 21-25, 25-19, 25-19, 15-8 |
| 14 gennaio 2024 Sporthalle Rankhof, Basilea Durata: 1h:06 - Spettatori: ?              | City Volley Basilea | 0 - 3 | Amriswil    | 14-25, 21-25, 27-29              |

#### Quarti di finale
| 28 gennaio 2024 Sportanlage Kreuzbleiche, San Gallo Durata: 1h:04 - Spettatori: 71 | San Gallo   | 0 - 3 | Lucerna        | 18-25, 21-25, 19-25        |
| 28 gennaio 2024 Betoncoupe Arena, Schönenwerd Durata: 1h:36 - Spettatori: 400      | Schönenwerd | 3 - 1 | Losanna UC     | 25-22, 25-18, 25-19        |
| 28 gennaio 2024 Salle Derrière-la-Ville, Cheseaux Durata: ? - Spettatori: ?        | Cheseaux    | 3 - 0 | Züri Unterland | 25-22, 25-14, 20-25, 25-18 |
| 28 gennaio 2024 Sporthalle Tellenfeld, Amriswil Durata: 1h:48 - Spettatori: 650    | Amriswil    | 3 - 1 | Näfels         | 24-26, 25-19, 25-23, 25-20 |

#### Semifinali
| 11 febbraio 2024 Bahnhofhalle, Lucerna Durata: ? - Spettatori: ?             | Lucerna  | 0 - 3 | Schönenwerd | 17-25, 22-25, 18-25 |
| 11 febbraio 2024 Salle Derrière-la-Ville, Cheseaux Durata: ? - Spettatori: ? | Cheseaux | 0 - 3 | Amriswil    | 19-25, 18-25, 16-25 |

#### Finale
| 6 aprile 2024 AXA Arena, Winterthur Durata: 1h:39 - Spettatori: 2 000 | Schönenwerd | 1 - 3 | Amriswil | 20-25, 22-25, 25-17, 17-25 |